# Lezay
Lezay è un comune francese di 2 098 abitanti situato nel dipartimento delle Deux-Sèvres nella regione della Nuova Aquitania.
Il territorio comunale è bagnato dalla Dive du Sud.

## Società

### Evoluzione demografica
Abitanti censiti